# Кастел Риталди
Кастѐл Рита̀лди (на италиански: Castel Ritaldi) е малко градче и община в Централна Италия, провинция Перуджа, регион Умбрия. Разположено е на 297 m надморска височина. Населението на общината е 3354 души (към 2010 г.).